# Franz Hoffmann
Franz Hoffmannde ascendencia alemana, también llamado Francisco Hoffmann Lachnit (Valparaíso, 2 de agosto de 1902 - 1981) fue un eminente médico fisiólogo, investigador, profesor y fundador del Instituto de Fisiología en la Universidad de Chile en 1937. Es reconocido por su contribución a la profesionalización de la ciencia en Chile al promover la contratación de académicos con dedicación exclusiva a los laboratorios.

## Biografía
En 1936, logró convencer a las autoridades del Congreso para que asignaran fondos especiales para construir el Instituto de Fisiología de la Universidad de Chile inaugurado en 1937. Esta contribución le permitió montar un laboratorio para dedicarse a la investigación experimental en fisiología cardiovascular y endocrina con la meta de alcanzar los mismos estándares que había conocido en Europa.
En 1959 fundó el Centro de Estudios en Antropología Médica en la Facultad de Medicina de la Universidad de Chile; orientando su vocación hacia la psicología y antropología muy influenciado por Carl Jung, a quien había conocido en uno de sus viajes. Conoció en la Universidad de Friburgo en Berlín a su cónyuge, la Dra. Helena Jacoby, y con ella llegó a Santiago a fines de 1934; en 1941 tuvieron a sus hijos Francisco Hoffmann Jacoby y Adriana Hoffmann